# EIF2B
eIF2B（eukaryotic initiation factor 2B，真核起始因子2B）是一种参与真核翻译起始的重要的蛋白质，也是一种鸟苷酸交换因子。其作用是在翻译起始过程中，将eIF2上结合的GDP（eIF2·GDP，eIF2的非活性状态）转换为GTP（eIF2·GTP，eIF2的活性状态），使得eIF2可以重新参与翻译起始。因此，在细胞中，eIF2B的作用是使足量的eIF2·GTP存在以参与翻译起始过程。
eIF2B是一种多亚基复合物，包含五个亚基，分别为α、β、γ、δ和ε。
eIF2B是与细胞生存紧密相关的真核起始因子。最近的一些研究表明，一种严重的遗传性神经退行性疾病——“白质消失”，就是由于eIF2B的两个不同亚基的编码基因的突变引起的。

## 亚基组成
eIF2B含有α、β、γ、δ和ε五个亚基。其中，ε与γ亚基形成二元催化亚复合物，而α、β和δ亚基则形成三元调节亚复合物，后者可以使eIF2B能够敏感地被磷酸化的eIF2的α亚基所抑制。ε亚基是eIF2B中最大的亚基，其包含了进行鸟苷酸交换的催化部位以及与eIF2结合的部位。

## 功能

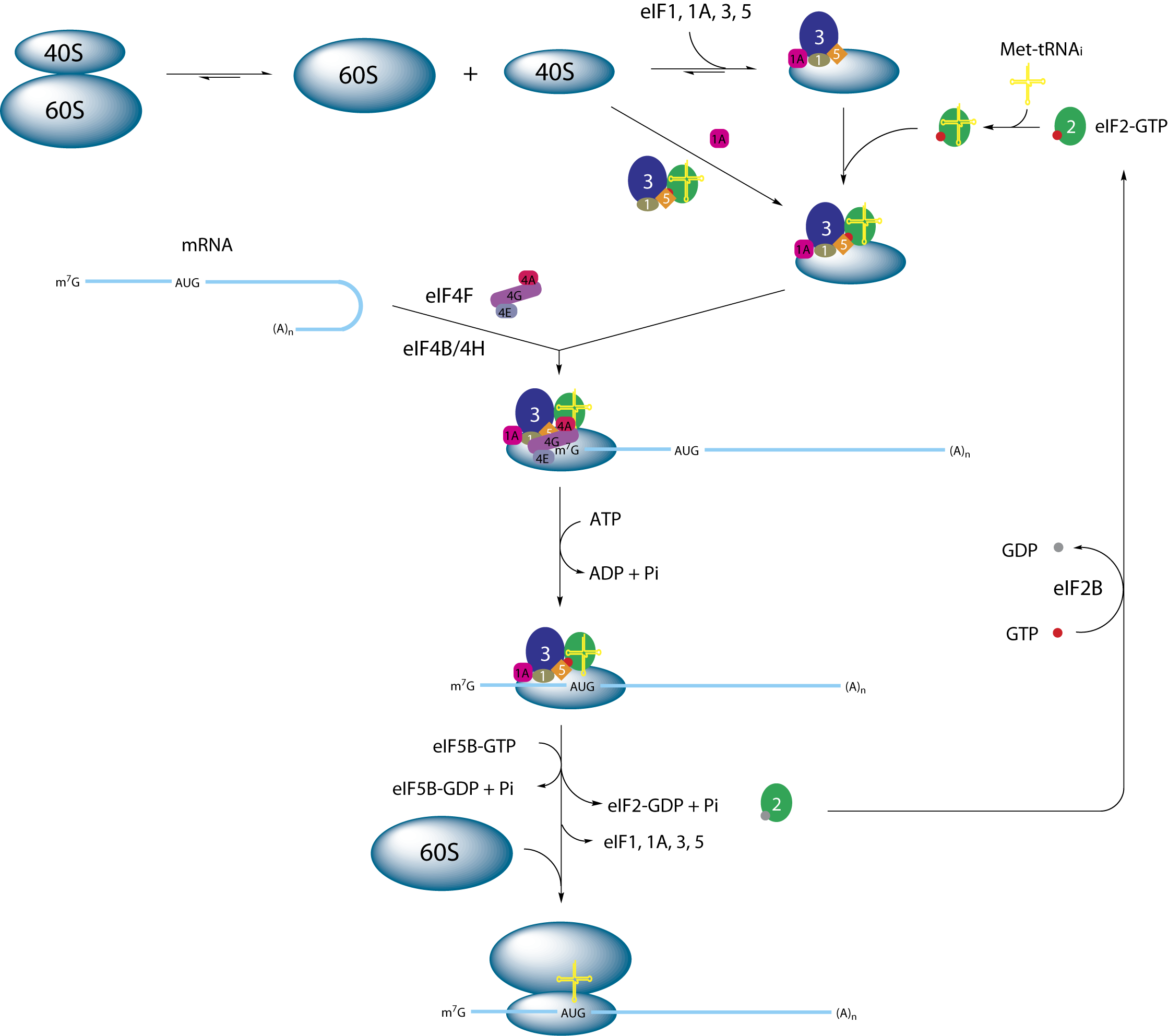
真核翻译起始机制简图。图中显示了eIF2B将eIF2·GDP转化为eIF2·GTP，使得eIF2·GTP重新参与翻译起始。

eIF2B作为鸟苷酸交换因子催化eIF2·GDP生成eIF2·GTP。鸟甘酸交换因子的典型特点是通过控制非活性的GDP结合状态与活性GTP结合状态之间的转换来调节靶蛋白的活性。但是与一般的鸟苷酸交换因子（多为单分子蛋白质）不同的是，eIF2B是多亚基复合物，这种复杂性体现了它们能够在信号转导途径中参与调节，比如eIF2B可以被磷酸化的eIF2的α亚基直接抑制。
对于整体eIF2B与eIF2的相互作用及调节与催化亚复合体在催化过程中所起的作用并没有很清楚的模型。有研究者提出了一种可能的方式：因为eIF2的γ亚基含有GDP/GTP结合区域，而eIF2的α亚基则含有磷酸化位点，可以设想eIF2B的催化亚单位结合eIF2的γ亚基（eIF2γ），而调节亚单位结合eIF2的α亚基（eIF2α）。eIF2B调节亚单位与eIF2α有很高的亲和力，因此阻碍了eIF2与催化亚单位的正确结合从而不能够进行鸟苷酸交换，这样一开始eIF2就因为eIF2B调节亚单位与eIF2α的高亲合力以一种无活性的状态与eIF2B结合。当eIF2没有被磷酸化时，eIF2B的整体结构发生了微小的变化，或者说异构化，使eIF2γ与eIF2B的催化亚单位接近并发生相互作用，从而变为一种有活性的结合状态。当eIF2α磷酸化后，这种变构被阻止，使鸟苷酸交换被抑制。当催化亚单位单独存在时，可以高亲合力地与eIF2相互作用。因为催化亚单位并不与eIF2α相互作用，所以eIF2α的磷酸化与否对于其催化活性并不造成影响。而当eIF2B的调节亚单位存在突变时，将会导致调节亚单位不能区分eIF2α与eIF2α的磷酸化形式，这样突变的eIF2B将能够在eIF2α磷酸化形式存在时发挥其催化活性，因为从无活性的结合状态变构为有活性的状态将不会被阻止。
eIF2B可以受磷酸化来调控。eIF2B负责催化作用的ε亚基含有多个磷酸化位点，一些位点的磷酸化能够导致eIF2B活性的下降。然而用实验的方法将其去磷酸化，却无法重新激活eIF2B，这就意味着这一调控中还需要有更多的调节物参与。一些研究发现，一些生长因子和氨基酸也可以调控eIF2B的活性。

## 相关遗传疾病
eIF2B的五个亚基基因的常染色体遗传性隐性突变会导致白质异常，这在临床上从胎儿到成人表现为一系列严重的连续症状（例如进行性小脑运动共济失调，痉挛及轻微智力损伤），称为eIF2B相关紊乱。典型的如脑白质病——白质消失（vanishing white matter）和卵巢衰竭（ovarian failure）。这种持续性的疾病最严重时会在婴儿期就造成死亡，而如果持续到最后会导致成人卵巢发育失败并可能伴随神经退化。eIF2B基因突变造成的缺陷往往只有在细胞压力下才表现出来，显示出明显的生理特征。临床上也证明，病情的恶化往往是由于生理压力引起的。